# 문서화

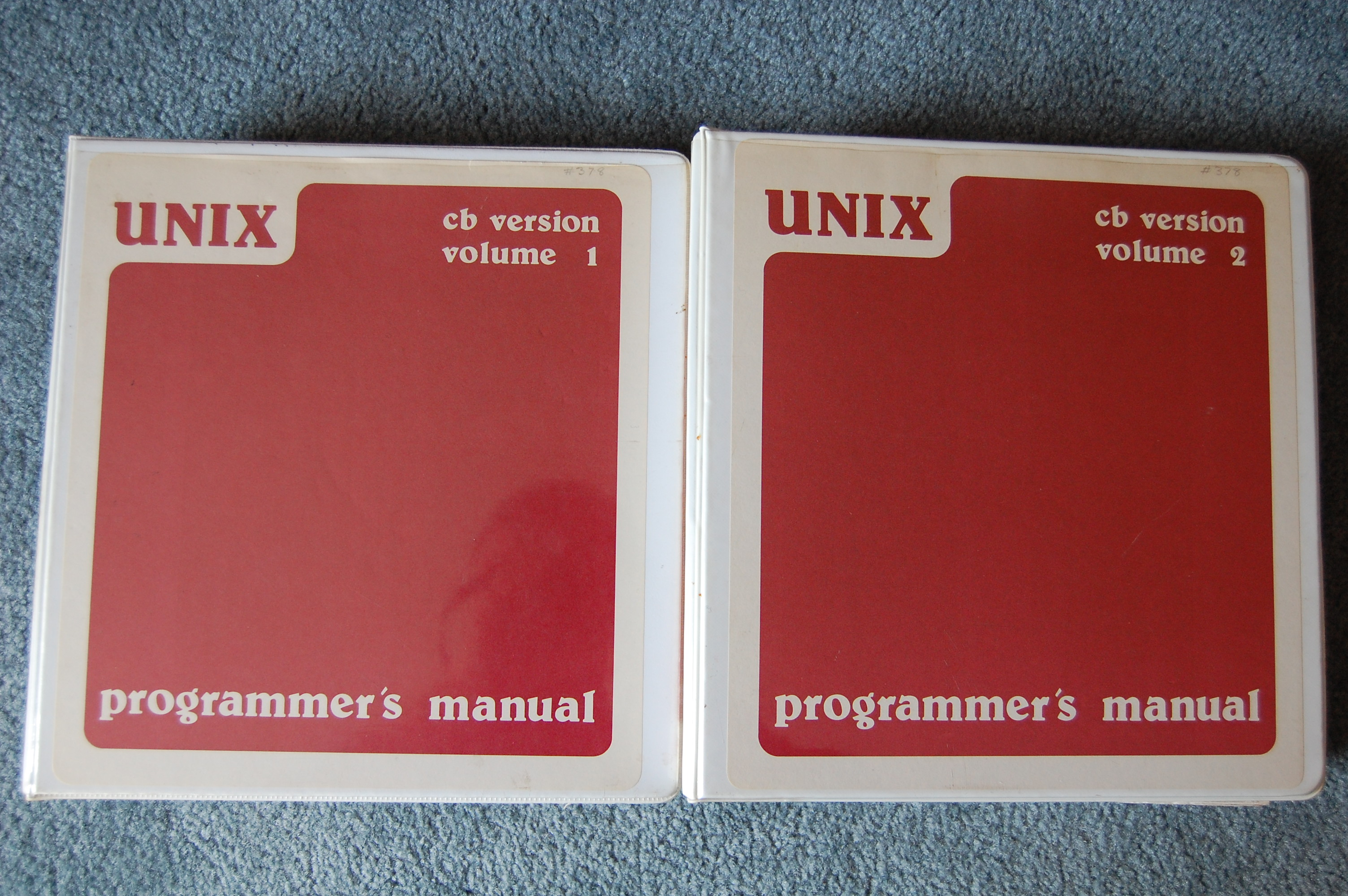
1975년 운영 체제 CB UNIX와 관한 여러 권의 프로그래머용 설명서.

문서화(文書化) 또는 도큐멘테이션(documentation)은 종이, 온라인, 디지털, 아날로그 미디어(예: 오디오 테이프 등)에서 제공되는 문서들의 집합이다. 종이(하드 카피) 문서를 보는 것은 점차 드물어지고 있다. 문서화는 웹사이트, 소프트웨어 제품, 기타 온라인 애플리케이션을 통해 배포된다.
이 분야에서 교육을 받은 전문가들은 다큐멘탈리스트(documentalist)로 부른다. 이 분야는 1968년에 정보과학으로 이름이 바뀌었으나 문서화라는 용어의 일부 용례는 지금도 존재하며 연구 분야로서 "문서화"라는 용어를 다시 도입하려는 시도가 진행 중이다.

## 범죄적 정의에서의 문서화
"문서화"는 범죄 데이터베이스를 생성하는 과정에서 선호되는 용어이다. 그 예로 국가테러대책센터의 테러리스트 아이덴티티 데이터마트 환경(Terrorist Identities Datamart Environment, TIDE), 성범죄자 레지스트리(sex offender registry), 갱 데이터베이스를 들 수 있다.

## 같이 보기
- 리눅스 문서화 프로젝트
- 문서